# Анджело Монассі
Анджело Монассі (італ. Angelo Monassi, 8 грудня 1920, Белладжо - 25 листопада 2000, Рим) - італійський адмірал, начальник генерального штабу ВМС Італії протягом 1981-1984 років.

## Біографія
Анджело Монассі народився 8 грудня 1920 року в Белладжо. Протягом 1938-1941 років навчався у Військово-морській академії в Ліворно. Під час Другої світової війни ніс службу на борту крейсерів «Джузеппе Гарібальді», «Дука дельї Абруцці», есмінця «Мітральєре», корвета «Фолага» та підводного човна «Леонардо да Вінчі».
Після закінчення війни У званні капітана II рангу командував фрегатом «Cigno (F 555)». Отримавши звання капітана I рангу, командував есмінцем КРО «Імпавідо».
Протягом 1972-1974 років керував Військово-морською академією. Після отримання звання контрадмірала командував 1-ю морською дивізією, що базувалась у Ла-Смеції.
Протягом 1976-1978 років ніс службу у генеральному штабі ВМС на посаді інспектора з підготовки нових кораблів. Після отримання звання ескадреного адмірала був заступником начальника генерального штабу ВМС.
З січня 1979 року командував оперативним з'єднанням кораблів флоту. З січня 1980 року до жовтня 1981 року - командувач Військово-морського командування в Тірренському морі та Військово-морських сил союзників у південній Європі (COMNAVSOUTH). 
З 16 жовтня 1981 року по 6 лютого 1984 року обіймав посаду начальника генерального штабу ВМС Італії.
Після завершення служби був президентом Товариства комерційної навігації Італії (італ. Società di navigazione commerciale Italia).
Помер 25 листопада 2000 року у Римі.

## Нагороди

### Італійські
- Кавалер Великого хреста Ордена «За заслуги перед Італійською Республікою»
- Хрест «За військові заслуги» (нагороджений тричі)

### Іноземні
- Великий офіцер Ордена військово-морських заслуг (Перу)
- Великий офіцер Ордена військово-морських заслуг (Венесуела)
- Командор Легіону Заслуг (США)
- Великий офіцер Ордена «За заслуги» (Франція)
- Кавалер Ордена Святого Олафа (Норвегія)